# Conger-Gletscher
Der Conger-Gletscher ist ein Gletscher an der Knox-Küste des ostantarktischen Wilkeslands. Er fließt 8 km östlich des Glenzer-Gletschers in nördlicher Richtung zum östlichen Teil des Shackleton-Schelfeises.
Der US-amerikanische Kartograf Gardner Dean Blodgett kartierte ihn 1955 anhand von Luftaufnahmen der US-amerikanischen Operation Highjump (1946–1947). Das Advisory Committee on Antarctic Names benannte ihn 1955 nach Richard Russell Conger (1921–2003), leitender Luftbildfotograf bei der US-amerikanischen Operation Windmill (1947–1948), der überdies bei der Errichtung astronomischer Beobachtungsstationen von der Kaiser-Wilhelm-II.-Küste bis zur Budd-Küste behilflich war.
Das dem Gletscher unmittelbar vorgelagerte, etwa 1200 km² große Schelfeis verlor ab dem Jahr 2000 kontinuierlich an Masse. Zwischen Januar und März 2022 hatte das Schelfeis bereits die Hälfte seiner Fläche verloren und schließlich brach es um den 15. März 2022 auseinander. Die jüngste Entwicklung fiel zusammen mit außergewöhnlich hohen Temperaturen, die in dieser Zeit in Antarktika und insbesondere auf der Station Dome Concordia gemessen wurden. Dort lag der Spitzenwert bei −11,8 °C statt der üblicherweise vorherrschenden ca. −50 °C. Im Mittel lag die Temperatur für den antarktischen Kontinent 4,8 °C über der Basislinie, die sich aus Temperaturmessungen zwischen 1979 und 2000 zusammensetzt. Im Fall des Schelfeises führte offenbar von Australien heranströmende Warmluft zu einer Schmelze an seiner Oberfläche als letztem Auslöser für seinen Untergang. Begünstigt wurde der Kollaps des Schelfeises durch die geringste Ausdehnung von Meereis, die jemals um die Küsten Antarktikas ermittelt wurde.